# Cukrownia Pelplin
Cukrownia Pelplin  – cukrownia uruchomiona w 1878 r. w Pelplinie, istniejąca do 2004 r.
W 1878 r. grupa 34 właścicieli okolicznych majątków będących jednocześnie plantatorami buraków cukrowych wraz z wójtem i przedstawicielami mieszkańców powołała do życia spółkę akcyjną  „Cukrownia Pelplin”. Teren pod budowę zakładu zakupiono od Kurii Chełmińskiej. O wyborze lokalizacji zadecydowało przede wszystkim sąsiedztwo żyznych ziem Niziny Walichnowskiej oraz dogodne połączenie kolejowe. Budowę zlecono dwóm spółkom: Braunschweiger Maschinenbanaustalt z Brunszwiku oraz A. Warnicke z Halle nad Salą.
Już rok po decyzji o powstaniu fabryki odbyła się pierwsza kampania cukrownicza. Cukrownia posiadała własną bocznicę kolejową, w latach 1895-1897 zbudowano też kolej wąskotorową o rozstawie szyn 750 mm, tzw. Pelplińską Kolej Przemysłową, która łączyła cukrownię z gospodarstwami buraczanymi  na Nizinie Walichnowskiej. Na początku XX wieku sieć tej kolei liczyła 34,4 km linii, obsługiwało ją 5 parowozów i 120 wagonów towarowych. Głównym przeznaczeniem kolejki było przewożenie buraków cukrowych oraz wywóz wapna defekacyjnego, nawozów sztucznych i wysłodków. Kolejkę wykorzystywano również do rekreacyjnych wycieczek nad Jezioro Pelplińskie w miejscowości Mały Garc.  Linię rozebrano ostatecznie w 1978 r. wskutek spadku przewozów. Istniał także projekt budowy przystani nad Wisłą, umożliwiającej odbiór buraków i wywóz cukru transportem rzecznym, jednak do jej realizacji nie doszło. W 1933 r. urządzenia o napędzie parowym zakładu wymieniono na elektryczne. Podczas okupacji w fabryce pracowali jeńcy rosyjscy i włoscy. Na początku marca 1945 r. jej teren został częściowo zbombardowany i spalony.
Po wojnie cukrownia wznowiła pracę w 1946 r. Trzy lata później majątek cukrowni upaństwowiono i włączono w skład zjednoczenia „Cukrownie Gdańskie” z siedzibą w Malborku. W 1971 r. przy cukrowni powstał oddział produkcji kwasku cytrynowego. W 1989 r. wybudowano nowy komin o wysokości  110 m. W latach 90. cukrownia nie radziła sobie dobrze w realiach wolnorynkowych, w roku 2001 obiekt przejęła brytyjska spółka  British Sugar Overseas, lecz w 2004 r. zakład został ostatecznie zamknięty. W sierpniu 2008 r. większość budynków cukrowni wyburzono.
W dawnych magazynach cukrowni w 2008 r. powstała lokalna galeria handlowa o nazwie „Cukrownia”, a w 2019 r. rozpoczęto inwestycje na dawnym terenie fabryki, powstaną tu m.in.: osiedle mieszkaniowe, centrum rekreacyjne, oraz hotel.